# Anschelina Wladimirowna Polonskaja
Anschelina Wladimirowna Polonskaja (russisch Анжелина Владимировна Полонская; * 1969 in Malachowka, Oblast Moskau; englisch auch als Anzhelina/Anjelina Polonskaya transliteriert) ist eine russische Autorin, die vor allem für ihre Lyrik bekannt ist.

## Leben und Werk
Anschelina Polonskaja studierte an der Moskauer Staatsakademie für Körperkultur und Sport zwischen 1987 und 1992. Sie schloss ihr Studium mit einem Bachelor ab. Sie arbeitete einige Jahre als professionelle Eisshowtänzerin, unter anderem von 1995 bis 1997 in Lateinamerika. Ihren ersten Lyrikband veröffentlichte sie 1993. Seit 1998 widmet sie sich nur noch dem Schreiben. Sie wurde in diesem Jahr auch Mitglied des Moskauer Schriftstellerverbandes und 2003 trat sie dem russischen PEN-Center bei.
Ihr 2004 erschienenes Buch A Voice war in der engeren Auswahl für den Corneliu-Popescu-Preis für die Übersetzung europäischer Gedichte. Das Oratorio Requiem: Kursk, dessen Libretto aus 10 Gedichten von Anschelina Polonskaya bestand, wurde 2001 beim Melbourne Arts Festival uraufgeführt. Ihre Gedichte wurden unter anderem ins Niederländische, ins Slowenische und ins Spanische übersetzt.

## Publikationen
- The Sky Through a Private’s Eye, Kogelet Publishing House 1999
- Golos, Moscow, Podkova Publishing House 2002
- A Voice, Northwestern University Press 2004
- Sneg vnutri (“Snow within”) R. Elinina, classic century21st 2008
- Paul Klee’s Boat, Zephyr Press 2013
- Schwärzer als Weiß, Leipziger Literaturverlag, Leipzig 2015, ISBN 978-3-86660-192-5
- Unvollendete Musik, Leipziger Literaturverlag, Leipzig 2020, ISBN 978-3-86660-261-8

## Stipendien und Auszeichnungen

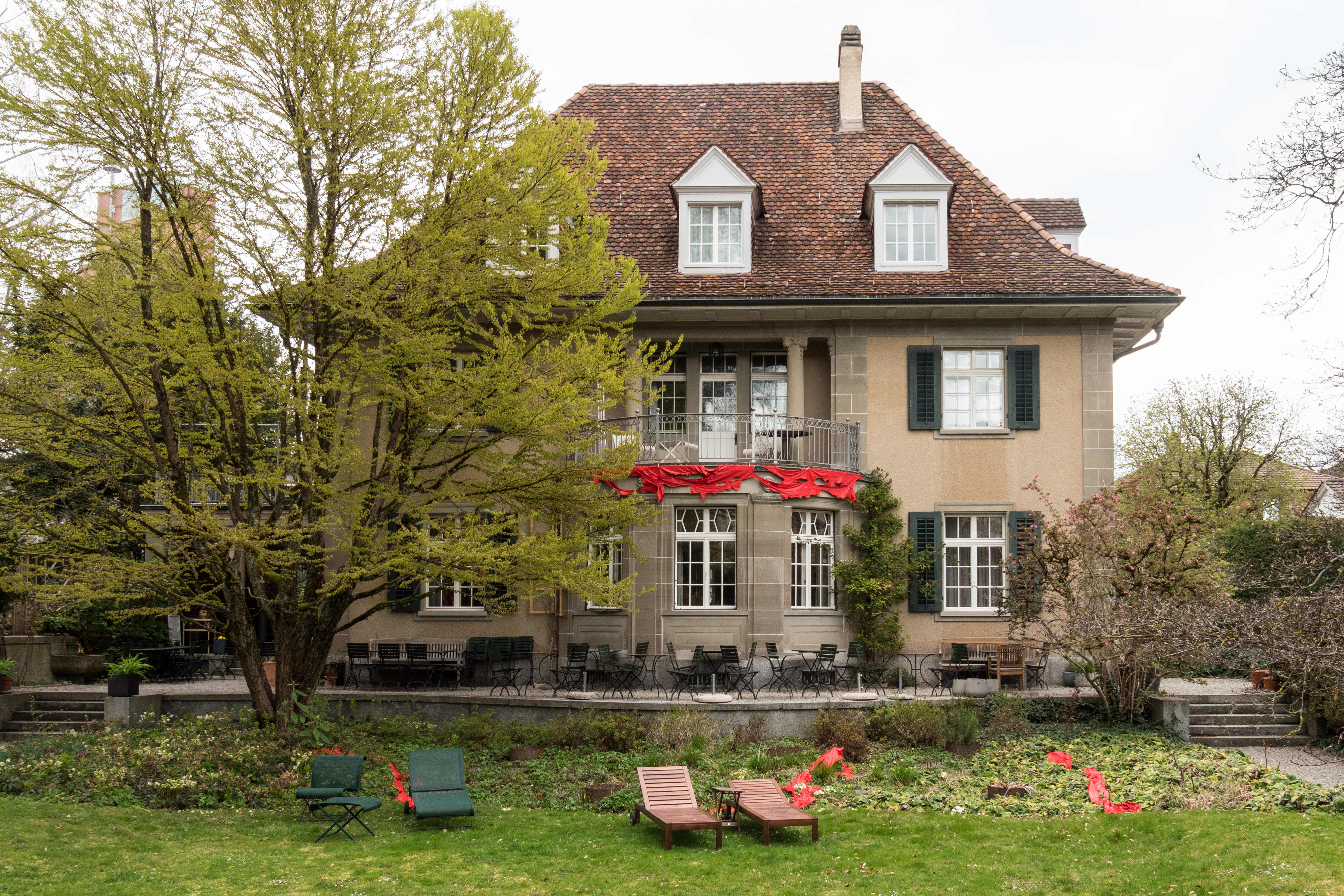
Villa Sträuli in Winterthur

- 2008: Cove Park Scottish Arts Council
- 2009: Camargo Foundation
- 2010: Rockefeller Foundation Bellagio Center
- 2011: Villa Sträuli in Winterthur
- 2014: Aufenthaltsstipendium der Künstlerresidenz Chretzeurm, Stein am Rhein
- 2014–2015: Akademie Schloss Solitude
- 2016 Ord i Grenseland – Words on Borders Freedom Prize